# 2015년 FIVB 배구 월드리그
2015년 FIVB 배구 월드리그는 2015년 5월 16일부터 7월 19일까지 브라질 리우데자네이루에서 열린 26번째 배구 월드리그이다.
틀:배구 월드리그